# Sinterklaasjournaal (2009)
Het Sinterklaasjournaal in 2009 was het negende seizoen van het Sinterklaasjournaal en werd gepresenteerd door Dieuwertje Blok. De intocht vond plaats in Schiedam.

## Verhaallijn
Op zee heerste een storm (tijdens de film Het Sinterklaasjournaal: De Meezing Moevie) waarbij de cadeautjes van de Pakjesboot 12 overboord waaiden en in Nederland aanspoelden. De Pieten haalden ze terug, maar Sinterklaas vond dat ze met de natte cadeautjes niet konden aankomen. De Pieten haalden het papier eraf, waarna het er weer fris uitzag. Wel hadden ze vertraging, maar de Hoofdpiet had een idee: hij gooide het papier van de natte cadeautjes in het vuur, waardoor deze sneller ging varen zodat ze toch nog op tijd aankwamen in Schiedam. Tijdens de intocht echter wilde de Zielepiet, die heimwee naar huis had, er met Sinterklaas vandoor in een rondvaartboot naar Spanje, maar Sinterklaas voorkwam dat.
Doordat het pakpapier (met de namen) was opgestookt, wisten de Pieten niet meer van wie welk cadeau was. Een kind in het land bracht de Hoofdpiet op het idee om de kinderen hun eigen pakpapier met naam te laten maken, waarmee de cadeaus opnieuw konden worden ingepakt. Met behulp van het Grote Boek konden de Pieten uitzoeken voor wie welk cadeau was, maar op een gegeven moment nam Sinterklaas het boek mee. Het bleek dat hij voor elke Piet een cadeau was gaan kopen. Het boek was echter niet meer beschikbaar, daarom gebruikten ze klassenboeken uit scholen om dit te doen. Totdat Sinterklaas dit ontdekte en hij besloot zijn boek uit te lenen.
Maar op een gegeven moment waren de pakjes op. De Pieten dachten dat ze klaar waren en besloten terug naar Spanje te gaan. Vooral de Zielepiet was hier blij mee, omdat hij nog altijd heimwee had. Het bleek dat ze nog helemaal niet klaar waren: de boot was slechts voor de helft leeggehaald. Toen de Zielepiet zich realiseerde dat ze nog niet naar huis zouden gaan, barstte hij weer in snikken uit. Sinterklaas wilde hem troosten door zijn moeder naar Nederland te halen. De Zielepiet wist dit echter niet, en hij vertrok met de stoomboot naar Spanje, terwijl er nog pakjes in zaten. Sinterklaas kwam op het idee om met de Pieten en Jeroen naar de kade te gaan en te gaan zingen. Met effect: Zielepiet keerde de boot direct om en voer terug. Hij werd herenigd met zijn moeder en alle cadeaus werden onder luid gezang uitgeladen.

## Rolverdeling
| Rol                     | Naam                  |
| ----------------------- | --------------------- |
| Presentatrice           | Dieuwertje Blok       |
| Voice-over              | Kees Driehuis         |
| Verslaggever            | Jeroen Kramer         |
| Sinterklaas             | Bram van der Vlugt    |
| Wellespiet              | Dick van den Toorn    |
| Boekpiet                | Marc Nochem           |
| Reservepiet             | Pim Muda              |
| Hoofdpiet               | Erik van Muiswinkel   |
| Huispiet                | Maarten Wansink       |
| Paardenpiet Glenn       | Anne Rats             |
| Pietje Precies          | Bob Fosko             |
| Rare Piet               | Rob Kamphues          |
| Sorrypiet               | Marc-Marie Huijbregts |
| Ballonnenpiet           | Peter Lusse           |
| Zorgpiet                | Joep Onderdelinden    |
| Pietje Paniek           | Jochem Myjer          |
| Zielepiet               | Kasper van Kooten     |
| Moederpiet              | Carine Crutzen        |
| Pieterbaas              | Jeroen Overbeek       |
| Willem Grol             | Ferry de Groot        |
| Professor Titus Tillema | Dick Lam              |
| P.O.D.                  | Bas Hoeflaak          |
| P.O.D.                  | Peter van de Witte    |
| Gastrollen              |                       |
| Vrouw met hondje        | Tineke Schouten       |
| Zichzelf                | Hans Kazàn            |
| Meneer Fluister         | Gerard Cox            |
| Piet de Witte           | Peter de Jong         |
| Zichzelf                | Jack van Gelder       |
| Zichzelf                | Maarten Stekelenburg  |
| Zingende man in de tram | Ernst Daniël Smid     |